# Rankous
Rankous ou Rankus (arabe: رنكوس):
Village syrien de la province rurale de Damas (Rif Dimachq) situé dans le Mont Qalamoun (anti-Liban) en Syrie à 45 km de Damas, d'une superficie totale de 22,277 km2, il s'étend entre 1650 et 2150 m. d'altitude. Le climat du village est frais en été et froid en hiver. Le taux de la pluie et de la neige varie habituellement entre 350 et 650 mm. Les montagnes qui entourent le village sont couvertes de neige en hiver. La population est de 19 900 habitants.
Le village est célèbre pour la culture d'arbres fruitiers : pommes, poires, cerises, amandes, abricots, et des légumes : pommes de terre, pois, de nombreux types de légumes. Il y a de nombreux types d'élevage à Rankous, tels que moutons, chèvres, vaches, volailles.
Il y a à Rankous des monuments historiques dans les environs du village, des grottes, des vieux cimetières et de tombes taillées et gravées dans la pierre.

## Personnalités originaires de Rankous
- Le cheikh Mahmoud BA'YOUN (Cheikh Mahmoud Al-Rankoussi) (محمود الرنكوسي)
- L'essayiste et le traducteur Mohamed Ali Abdel Jalil (محمد علي عبد الجليل)